# Maneater (píseň, Hall & Oates)
"Maneater" je Blue-eyed soul/New Wave píseň amerického dua Hall & Oates, nacházející se na albu H2O, a singl publikovaný u firmy RCA Records v roce 1982. Píseň má přes čtyři minuty a sepsali ji Sara Allenová, Daryl Hall a John Oates. Píseň se dostala až na #1 příčku hitparády Billboard Hot 100 kde setrvala od 18. prosince 1982 až do 8. ledna 1983.
Refrén v písni je "Whoa, oh here she comes / watch out boy, she'll chew you up / whoa, oh here she comes, she's a maneater" a ve videoklipu se nejprve objeví tajemná žena a pak i černý jaguár.
Saxofonové sólo je od Charlese DeChanta.
Koncept písně byl v roce 2006 oprášen americkou r'n'b zpěvačkou Nelly Furtado. Její píseň se rovněž jmenuje "Maneater" a je z alba Loose.
Píseň byla nasamplována raperem Royce Da 5'9" do písně "We're Live (Danger)", která byla zahrnuta do jednoho z fiktivních rádií videohry Grand Theft Auto III.